# Aplidium minisculum
Aplidium minisculum är en sjöpungsart som beskrevs av Kott 1992. Aplidium minisculum ingår i släktet Aplidium och familjen klumpsjöpungar. Inga underarter finns listade i Catalogue of Life.